# Wormaldia pulla
Wormaldia pulla is een schietmot uit de familie Philopotamidae. De soort komt voor in het Palearctisch gebied.